# Resistência sistémica adquirida
Nas plantas, a resistência sistêmica adquirida (RSA) é nome dado a uma resposta geral de resistência, que ocorre após uma exposição prévia a um agente patogênico. A RSA é análoga ao sistema imunitário inato, encontrado nos animais. Existe evidência que a RSA nas planta e a imunidade inata nos animais possam estar evolucionariamente conservadas.
A RSA é importante para as plantas resistir a doenças. Ela poderá ser induzida por uma grande variedade de agentes patogênicos, especialmente (mas não só) aqueles que provocam necrose. A RSA está associada à ativação de vários genes. A ativação da RSA requer a acumulação de ácido salicílico endógeno. Esta acumulação ativa uma uma via de transdução de sinal molecular, identificado com um gene denominado NIM1, NPR1 ou SAI1 (três nomes para o mesmo gene), no organismo modelo Arabidopsis thaliana.
A RSA tem sido observada numa grande variedade de plantas com flor, incluindo espécies de dicotiledóneas e monocotiledóneas.